# L'Ultime Attaque
Pour plus de détails, voir Fiche technique et Distribution.
L'Ultime Attaque (titre original : Zulu Dawn) est un film de guerre américano-néerlando-sud-africain réalisé par Douglas Hickox, sorti en 1979. Il traite de la bataille d'Isandhlwana.
Le film est une préquelle du film Zoulou sorti en 1964. Ce dernier film traite de la bataille de Rorke's Drift, survenue plus tard le même jour et a été réalisé par Cy Endfield, co-scénariste de L'Ultime Attaque.

## Synopsis
En 1879, à Pietermaritzburg au Natal (Afrique du Sud), les dirigeants britanniques envisagent la conquête du Royaume zoulou, qu'ils estiment pouvoir aisément défaire militairement. Mais la British Army, de 1700 hommes, se fait surprendre par un puissant impi zoulou de 23 000 guerriers lors de la bataille d'Isandhlwana. Le général  britannique avait  refusé de suivre les conseils des boers qui suggéraient de  protéger le camp, en terrain  découvert,  par un cercle de  chariot.
Ce sera la  pire défaite  britannique  en Afrique.

## Fiche technique
- Titre Original : Zulu Dawn
- Réalisation : Douglas Hickox
- Co-réalisation : David Tomblin et Peter McDonald
- Scénario : Cy Endfield et Anthony Storey, d'après une histoire et un scénario de Cy Endfield
- Photographie : Ousama Rawl
- Cadreur : Ronnie Taylor
- Montage : Malcolm Cooke
- Musique : Elmer Bernstein
- Décors : John Rosewarne
- Costumes : John Buckley
- Direction artistique : Peter Williams
- Casting : Irene Lamb
- Producteurs : Nate Kohn, James Faulkner (coproducteur), Dieter Nobbe (producteur associé), Barrie Saint Clair (producteur associé)
- Sociétés de production : Zulu Dawn NV, Samarkand, Lamitas
- Sociétés de distribution : Victory Films, American Cinema Releasing (États-Unis), Bellevue Film Distributors
- Pays de production :  États-Unis |  Afrique du Sud |  Pays-Bas
- Langue : Anglais, Zoulou
- Format : couleurs (Technicolor) — 35 mm — 2,35:1 — Son : Dolby Stereo
- Genre : Film dramatique, Film d'aventure, Film de guerre, Film historique
- Durée : 113 minutes
- Dates de sortie :
  - États-Unis : 15 mai 1979
  - France :  15 mai 1979 (Festival de Cannes) / 9 juillet 1980 (sortie nationale)
  - Afrique du Sud : 23 avril 1980
- Affiches : Macario Gómez Quibus (Espagne), Michel Landi (France)

## Distribution
- Burt Lancaster (VF : Claude Bertrand) : Le colonel Durnford
- Peter O'Toole (VF : Pierre Hatet) : Le général Chelmsford
- Simon Ward (VF : Joël Martineau) : Vereker
- Denholm Elliott (VF : Michel Gudin) : Le colonel Pulleine
- John Mills (VF : Philippe Dumat) : Le gouverneur de la colonie du Cap, sir Henry Bartle Frere
- Nigel Davenport (VF : Edmond Bernard) : Le colonel Hamilton-Brown
- Michael Jayston (VF : Claude D'Yd) : Le colonel Crealock
- Peter Vaughan (VF : Jean Violette) : Le quartier-maître Bloomfield
- James Faulkner (VF : Daniel Gall) : Le lieutenant Melvill
- Christopher Cazenove (VF : Lambert Wilson) : Le lieutenant Coghill
- Simon Sabela : Cetshwayo
- David Dai Bradley : Le soldat Williams
- Bob Hoskins (VF : Michel Barbey) : Le sergent Williams
- Anna Calder-Marshall (VF : Martine Messager) : Fanny Colenso
- Freddie Jones (VF : Jean Berger) : L’évêque Colenso
- Nicholas Clay (VF : José Luccioni) : Le lieutenant Raw
- Ronald Lacey (VF : Philippe Mareuil) : Le journaliste Norris Newman
- Phil Daniels (VF : Thierry Ragueneau) : Boy Pullen
- Donald Pickering : Le major Russell
- Paul Copley : Le caporal Storey
- Ken Gampu : Mantshonga
- Ronald Pickup (VF : Jacques Bernard) : Le lieutenant Harford
- Don Leonard (VF : Henry Djanik) : Fannin
- Claire Marshall (VF : Anne Kerylen) : Mme De Witt
- Jan Bruyns (VF : Jacques Degor) : Le Boer âgé